# Шелбі (Північна Кароліна)
Шелбі (англ. Shelby) — місто (англ. city) в США, в окрузі Клівленд штату Північна Кароліна. Населення — 21 918 осіб (2020).

## Географія
Шелбі розташоване за координатами 35°17′16″ пн. ш. 81°32′28″ зх. д. / 35.28778° пн. ш. 81.54111° зх. д. (35.287902, -81.541127).  За даними Бюро перепису населення США в 2010 році місто мало площу 54,68 км², з яких 54,59 км² — суходіл та 0,09 км² — водойми.

## Демографія
Згідно з переписом 2010 року, у місті мешкали 20 323 особи в 8570 домогосподарствах у складі 5251 родини. Густота населення становила 372 особи/км².  Було 9919 помешкань (181/км²).
Расовий склад населення:
| - 54,7 % — білих - 41,3 % — чорних або афроамериканців - 0,8 % — азіатів - 0,4 % — корінних американців - 1,1 % — осіб інших рас |

До двох чи більше рас належало 1,7 %. Частка іспаномовних становила 3,1 % від усіх жителів.
За віковим діапазоном населення розподілялося таким чином: 23,5 % — особи молодші 18 років, 58,8 % — особи у віці 18—64 років, 17,7 % — особи у віці 65 років та старші. Медіана віку мешканця становила 41,4 року. На 100 осіб жіночої статі у місті припадало 86,3 чоловіків;  на 100 жінок у віці від 18 років та старших — 80,3 чоловіків також старших 18 років.
Середній дохід на одне домашнє господарство  становив 50 671 долар США (медіана — 34 300), а середній дохід на одну сім'ю — 64 560 доларів (медіана — 45 737). Медіана доходів становила 38 322 долари для чоловіків та 28 172 долари для жінок. За межею бідності перебувало 29,0 % осіб, у тому числі 52,2 % дітей у віці до 18 років та 8,0 % осіб у віці 65 років та старших.
Цивільне працевлаштоване населення становило 7710 осіб. Основні галузі зайнятості: освіта, охорона здоров'я та соціальна допомога — 31,2 %, виробництво — 19,1 %, роздрібна торгівля — 12,8 %, мистецтво, розваги та відпочинок — 9,8 %.